# Jurinella salla
Jurinella salla là một loài ruồi trong họ Tachinidae.